# Resolució 828 del Consell de Seguretat de les Nacions Unides
La Resolució 828 del Consell de Seguretat de les Nacions Unides, aprovada el 26 de maig de 1993 després d'examinar l'aplicació d'Eritrea per a ser membre de les Nacions Unides, el Consell va recomanar a l'Assemblea general que Eritrea fos admesa.